# VBAP
VBAP (de l'anglais « Vector base amplitude panning ») est une méthode créée par Ville Pulkki pour placer dans l'espace des sources virtuelles, et ce, quelle que soit la disposition des haut-parleurs dans l'espace acoustique. Il s'agit d'accumuler des groupes de trois haut-parleurs en triangle qui ne se superposeront jamais entre eux, pour permettre de fournir les coordonnées en azimut et en élévation pour la spatialisation du son dans l'espace 3D.